# 第7装甲師団 (ドイツ国防軍)
第7装甲師団（だいななそうこうしだん、ドイツ語: 7. Panzer-Division）は、第二次世界大戦におけるドイツ陸軍の装甲師団の一つ。フランス侵攻やソビエト連邦侵攻、ヴィシー・フランス占領で活躍し、その後終戦まで東部戦線で活動した。幽霊師団 (ドイツ語: Gespensterdivision)という通称でも知られている。

## 概要
1940年のフランスや1941年のソビエト連邦で多大な戦果を挙げた。1942年5月にはソビエト連邦から引き揚げ、損耗の補填と再編成もかねてフランスへ送られた。しかしスターリングラード包囲戦でドイツ軍が敗北すると再び南ロシアへ送られ、ドン軍集団に加わって東部戦線の崩壊を食い止めつつ、エーリッヒ・フォン・マンシュタイン率いるハリコフでの大反攻にも参加した。1943年夏にはクルスクの戦いで攻勢に出たが失敗して人員・物資共に大損害を被り、さらにソ連軍の反攻により規模を縮小していった。
1944年から1945年にかけては著しい戦力不足に陥りながらも、東部戦線の各地で防衛戦に従事した。2度にわたり、重火器を捨てて海路脱出せねばならない状況に追い込まれた。プロイセンや北ドイツでの防衛戦の末、生存者は森林に逃げ込み、1945年5月にベルリンの北西でイギリス陸軍に投降した。 

## 編成

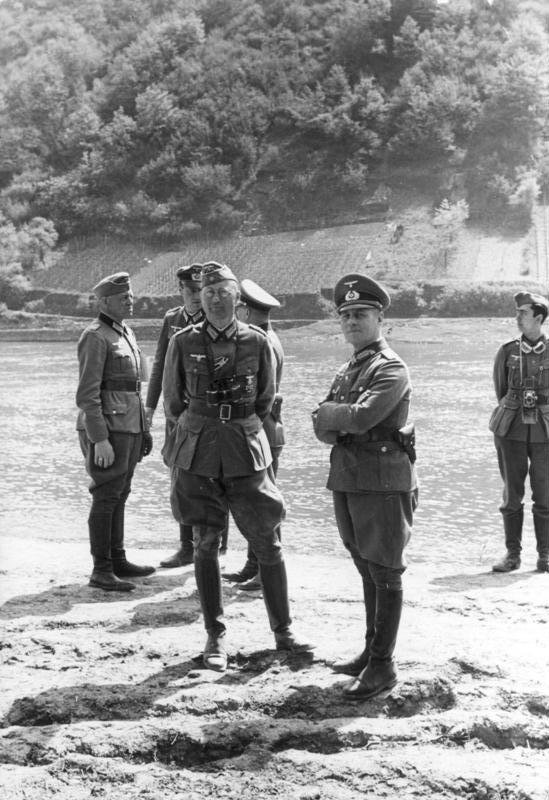
モーゼル川で渡河訓練を行う第7装甲師団を視察するエルヴィン・ロンメル大将と幕僚たち（1940年）

ポーランド侵攻が成功裏に終わったものの、軽装師団があまり成果を出さなかったのを見て取ったドイツ陸軍総司令部 (OKH)は、4個の軽装師団を装甲師団に再編するよう命じた。その結果、第2軽師団がドイツの10個の装甲師団の一つ第7装甲師団として再編成された。218両の戦車が3個大隊に配備され、これに2個ライフル連隊、1個オートバイ大隊、1個工兵大隊、1個対戦車大隊が加えられていた。
ポーランド侵攻時にはアドルフ・ヒトラーの幕僚であったエルヴィン・ロンメルが、大将に昇進したうえでヒトラーの推薦で師団長に就任した。1940年2月10日に着任したロンメルは、来るべき戦役に備えてすぐに機動訓練を始めた。

## 戦史

### フランス・ベルギー侵攻
1940年5月10日、西方への侵攻が始まった。3日目には、エルヴィン・ロンメル率いる第7装甲師団とハインツ・グデーリアン大将が率いる3個装甲師団がマース川に到達したが、すでに橋が破壊されていた。ロンメルは最前線で渡河の指揮をとった。当初は対岸のフランス軍の制圧射撃に遭って苦戦を強いられたものの、5月16日には予定目標のアヴェーヌに到達した。本来の計画では第7装甲師団はここで待機し次の命令を待つことになっていたが、ロンメルはこれを無視して進撃を続けた。
5月20日、第7装甲師団はアラスに到達した。ヘルマン・ホト大将はこの町を迂回してイギリス軍守備隊を孤立させるよう指令を受け、第5装甲師団を西へ、第7装甲師団を東へ移動させ第3SS装甲師団の脇を固めるよう命じた。翌日、イギリス守備隊は重装甲のマチルダI・マチルダII歩兵戦車の支援の下で2個歩兵大隊を繰り出し、反撃に出た。このアラスの戦いで、ドイツ軍の37mm対戦車砲ではマチルダの装甲に敵わないことが明らかとなった。そこでドイツ軍の第25装甲連隊と88 mm砲兵中隊が支援に入り、イギリス軍を押し戻した。
5月24日、ヒトラーはこの戦域について討議を重ねるため停止命令を出した。おそらくヒトラーはこの戦域のイギリス軍の規模を過大評価していたか、パリ進撃に備えて装甲車両の大部分を温存しておきたかったのではないかと考えられている。5月26日に停止命令が解除されると、第7装甲師団は進撃を再開し、翌27日にリールに到達した。ホトはこの街を強襲する任を第7装甲師団に与えた。31日まで続いたリール包囲戦の結果、フランス守備隊4万人が降伏した。一方でイギリス海外派遣軍は6月4日にダンケルクからの撤退作戦を完遂し、338,000人以上の連合軍兵士がイギリス海峡を渡って逃げおおせた。しかし彼らは重火器や車両をすべて大陸側に残していかざるを得なかった。

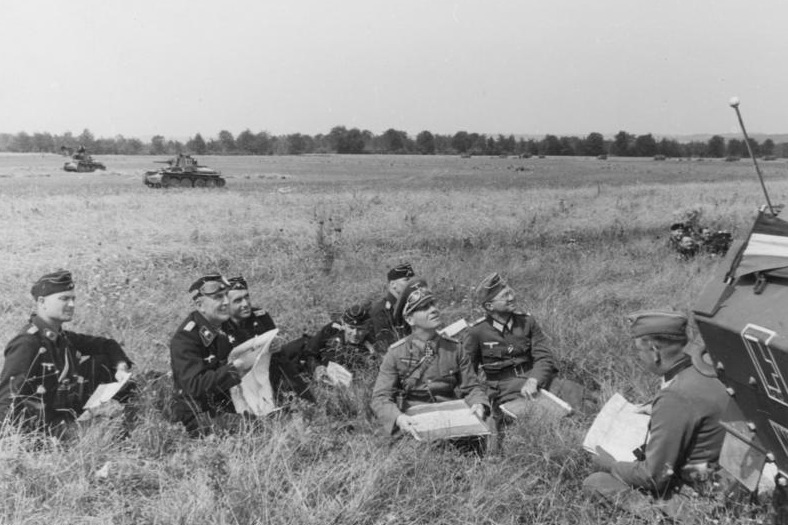
フランス侵攻時のエルヴィン・ロンメルと幕僚たち（1940年6月）

第7装甲師団は6月5日に進行を再開し、ルーアン近くにあるセーヌ川の橋梁を確保しようとした。しかし2日かけて100キロメートル (62 mi)を進みルーアンに到達したころには、すでに橋は破壊された後だった。そこで第7装甲師団は北へ転じ、西方のル・アーヴルへ向かう道を抑えて別の連合軍の撤退作戦（サイクル作戦を妨害した。その結果、6月12日に第51 (ハイランド) 歩兵師団やフランス第9軍団などの連合軍兵士10,000人をサン＝ヴァレリー＝アン＝コーで投降させることに成功した。6月17日、第7装甲師団はシェルブールへ進撃し、エアリアル作戦で脱出を試みているイギリス軍を妨害するよう命じられた。この時第7装甲師団は24時間で240キロメートル (150 mi)を走破し、2日間におよぶ砲撃を加え、19日にフランス守備隊を降伏させた 。その並外れた進軍速度で次々と奇襲を成功させ、敵軍ばかりか味方のドイツ陸軍総司令部ですらその居場所を見失うほどであったことから、第7装甲師団は「幽霊師団」(Gespensterdivision)の異名をとった。
6月22日にフランスとの休戦が成立すると、第7装甲師団はソンム、次いでボルドーに送られ、イギリス上陸(アシカ作戦)に備えて補給を行った。しかしこの作戦は、あらかじめ遂行に不可欠な制空権をとることが出来なかったため中断された。1941年2月には第7装甲師団はドイツに戻り、ハンス・フォン・フンク大将がロンメルの後任として師団の指揮を引き継いだ。第7装甲師団はボンに駐留し、次なるソビエト連邦侵攻の準備を進めた。欺瞞と情報秘匿のため、第7装甲師団は6月8日までボンに留まり、その後64両の鉄道に乗って東方戦線へ展開した。東プロイセンのレッツェン南東で再集結し、ソビエト連邦侵攻に向けた準備が進められた。

### 東部戦線

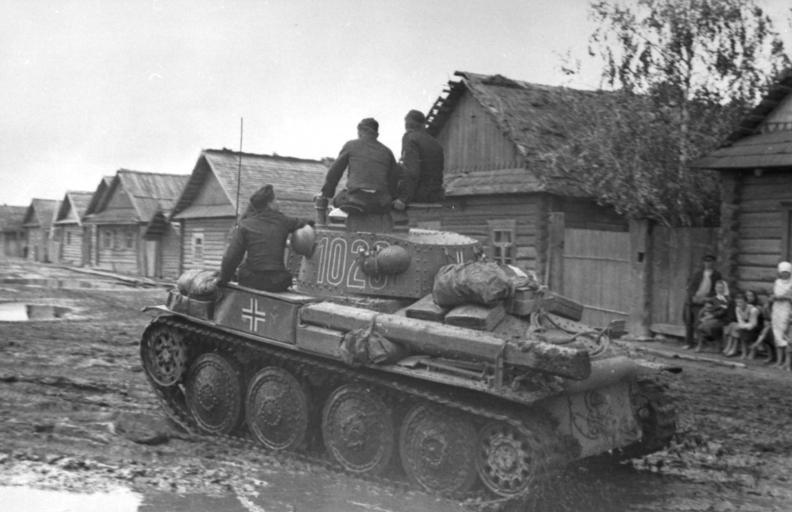
ソ連領を走るドイツ軍38(t)戦車（1941年6月）

1941年6月22日午前3時5分、バルバロッサ作戦が始まった。国境でのソ連軍の抵抗は予想以上に弱く瞬く間に蹴散らされ、第7装甲師団の戦車隊は一挙に60 kmを進撃し、正午までにネマン川のオリタに到達した。ドイツ軍は対岸に駐留していたソ連第5戦車師団の虚を突き、2本の橋を占拠して両岸に橋頭保を築くまでに至った。しかし間もなくソ連軍からの激しい反撃が始まり、ドイツ軍は進撃を止めざるを得なくなった 。
ソ連第5戦車師団は、300両の戦車を擁し、その中には新型のT-34やKV-1を55両含んでいた。丘の裏斜面に車体を隠すハルダウンの態勢で撃ち下ろしてくるソ連戦車を前に、ドイツ軍装甲師団は初めて損害を被った。午後には第7装甲師団は第20装甲師団の第21装甲連隊の増援を受けて赤軍戦車の攻撃を撃退しネマン川東岸を確保したものの、フンクは補給部隊が追い付くまで進撃を止めることにした。

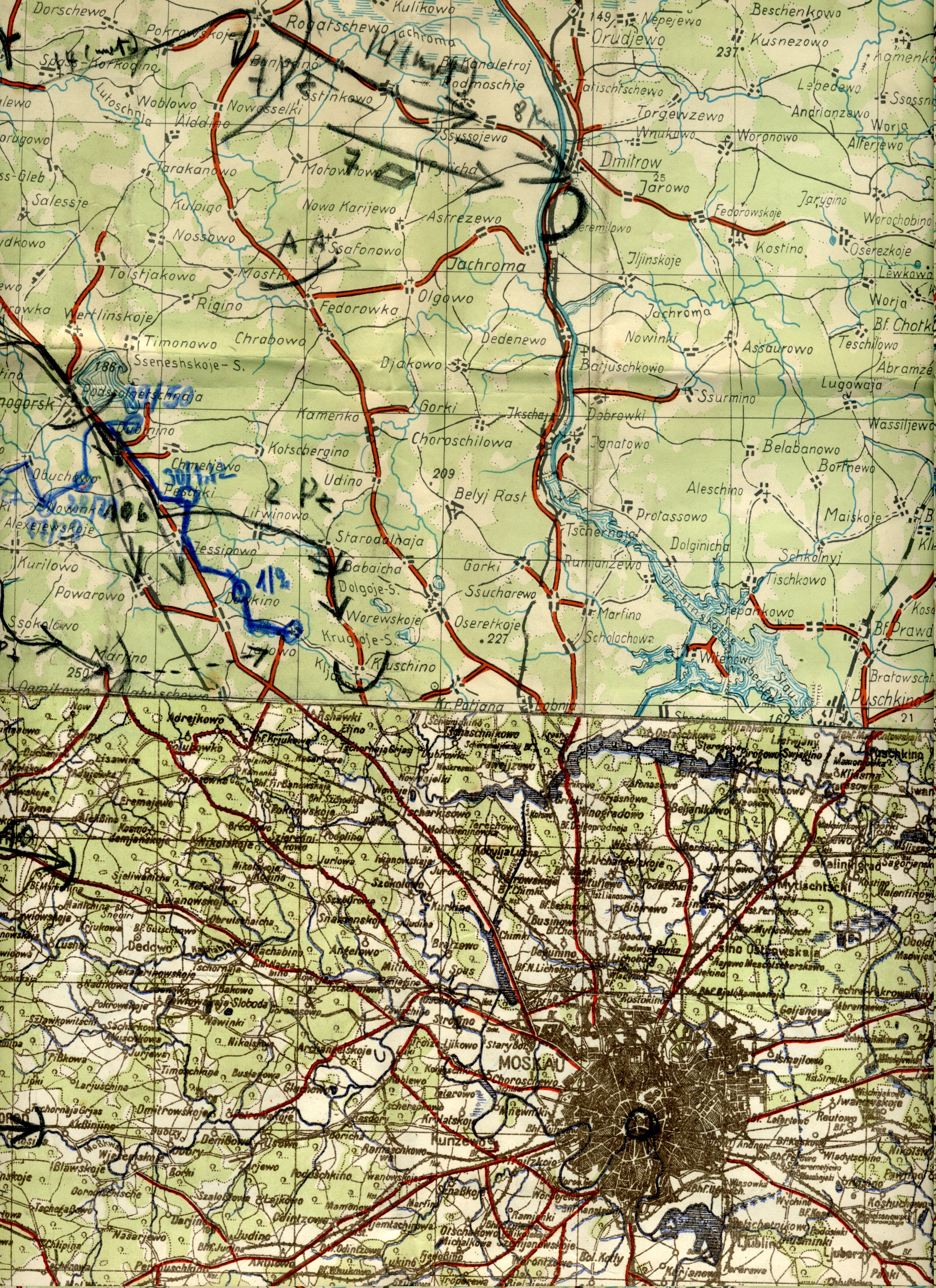
モスクワに北方から進撃する際に偵察大隊が使用した作戦地図

ソ連第5戦車師団は80両の戦車を失い、夜のうちに北東へ撤退した。これにより第7装甲師団の行く手を遮るものはなくなり、さらに100km進んでヴィリニュス郊外まで展開した。翌日にはオートバイ大隊が街を占領した。街の支配は第20自動車化歩兵師団に任せ、第7装甲師団はさらに東方へ侵攻を続けた。しかしそれまでの戦闘とは異なり、赤軍の防衛部隊は背後を取られたり孤立したりして絶望的状況に立たされても、降伏するより戦い抜く方を選ぶようになっていた。頑強な抵抗によりドイツ軍側も多くの損害を出し時間も費やすことになり、ドイツ軍の計画に乱れが生じ始めた。とはいえソ連軍の司令部も局地的な抵抗は出来ても全体として敵を食い止める防衛線を構築することが出来ず、ドイツ軍はバルバロッサ作戦開始からわずか4日後の6月26日にはミンスク北東の重要な道路・鉄道線を制圧した。翌日、第7装甲師団は第2装甲軍の第18装甲師団と連携して、ソ連第3軍、第10軍、第13軍の大部分をミンスク西方に包囲した（ビャウィストク＝ミンスクの戦い)。進撃初期のドイツ軍戦車は、文字通り互いにレースをしているかのような速度で競い合いながら進軍していった。
第7装甲師団は3日間走り通してヤールツェヴォに達し、スモレンスク周辺のソ連軍の裏をとってソ連第20軍を包囲直前まで追い詰めた。第29自動車化師団もスモレンスクに南方から迫ったものの、第2装甲軍は主力がイェリニャに拘束されており、第7装甲師団と連携を取り戻すだけの余力が無かった。2つに分かれたドイツ軍の間に空いた隙間を埋めることが出来ず、ソ連軍はその隙をついて軍を通過させることができた。7月26日、第7装甲師団は第20自動車化師団とともにさらに20km南方へ突出したものの、それでもソ連軍を完全に包囲することは出来なかった。しかし翌週には全方面から孤立したソ連軍へ圧力がかけられるようになり、疲弊していた第7装甲師団は他の歩兵部隊と交代して補給と休息をとることができた。
バルバロッサ作戦開始時点で、第7装甲師団は士官400人、兵員14,000人を擁していた。6か月が経過した1942年1月の時点では、戦死2,055人、戦傷5,737人、行方不明313人、その他凍傷やシラミが媒介する感染症による傷病者1,089人、全体で9,203人の損害を出していた。冬の終わりには、ユーフノフ-グジャーツク-ズブツォフの防衛線に沿って布陣していた。3月15日、第7装甲師団はルジェフの戦いに加わり、度重なるソ連軍の攻勢にさらされた。4月4日にはヴャジマへ移動した。5月の時点で、第7装甲師団の兵員は士官を含めて8,589人となっており、その中にバルバロッサ作戦開始当時から所属している者はほとんど残っていなかった。甚大な損耗から立ち直るため、師団はいったん後方へ撤退させられ、南フランスで休養と補給を行うことになった。

### フランスでの休養とアントン作戦
5月半ば、第7装甲師団は鉄路で南フランスへ送られ、フォン・フンクの指揮下で第1軍と共に沿岸防衛にあたることになった。準備が整った9月1日になっても、師団内の第25装甲連隊にはフランスの戦車が配備されていた。しかしここで新たにIII号戦車J型35両、N型14両、IV号戦車G型30両を含む新型の装備が整えられ、さらに師団の2個狙撃兵連隊は2個装甲擲弾兵連隊に再編された。

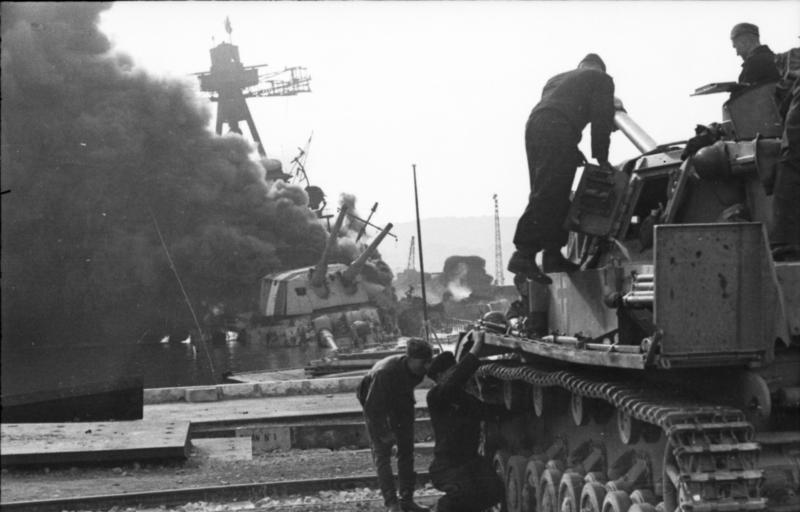
炎上するフランスの軍艦（おそらく巡洋艦コルベール）を眺めるIV号戦車の乗員

ヒトラーは、ヨーロッパ大陸に連合軍が上陸してくる恐れに気をもんでいた。11月8日に連合軍がアフリカに上陸したことで、ヒトラーの憂いはますます大きなものになっていった。11月11日、第7装甲師団はアントン作戦に参加し、それまでヴィシー・フランスの領域であったペルピニャンからナルボンヌまでの地中海沿岸の防衛にあたることになった。エクス＝アン＝プロヴァンス付近の集結地に集合した師団は、トゥーロン港のヴィシー・フランスの軍艦が連合国の手に落ちぬよう接収するリラ作戦に向けて準備を進めた。この作戦のために第7装甲師団は第2SS装甲師団ダス・ライヒの2個装甲大隊・1個オートバイ大隊や、海兵分遣隊グルンプリッヒなど他の師団の部隊をも吸収して拡充された。海兵分遣隊グルンプリッヒは、フランス艦が港外へ脱出したり自沈したりする前にこれを制圧する任を受けていた。ドイツ軍は11月27日午前4時にトゥーロンに侵入し、主要な兵器庫や沿岸防衛設備を占領した。しかしフランス艦の自沈を阻止することは出来ず、作戦は失敗に終わった。
その後、第7装甲師団はマルセイユ-アヴィニョン間の地域に駐留した。しかし対ソ連の状況の悪化を受けて、1943年1月にふたたび東部戦線へ舞い戻ることとなった。

### 2度目の東部戦線
南方軍集団に配属された第7装甲師団は、コーカサスの第1装甲軍を孤立させようとしているソ連軍を阻止するべくロストフに展開し、第1装甲軍の撤退路を維持した。その活動範囲はドン川・ドネツ川の線に沿って伸び、第三次ハリコフ攻防戦にも参加した。1943年夏にはクルスクの戦いに参加し、ケンプフ軍支隊に属する機甲部隊として、敵の挟撃を狙う左翼に配置された。しかしこの戦いで第7装甲師団は大損害を被った。戦闘が終わった時、師団には15両の戦車と3個大隊相当の歩兵戦力しか生き残っていなかった。

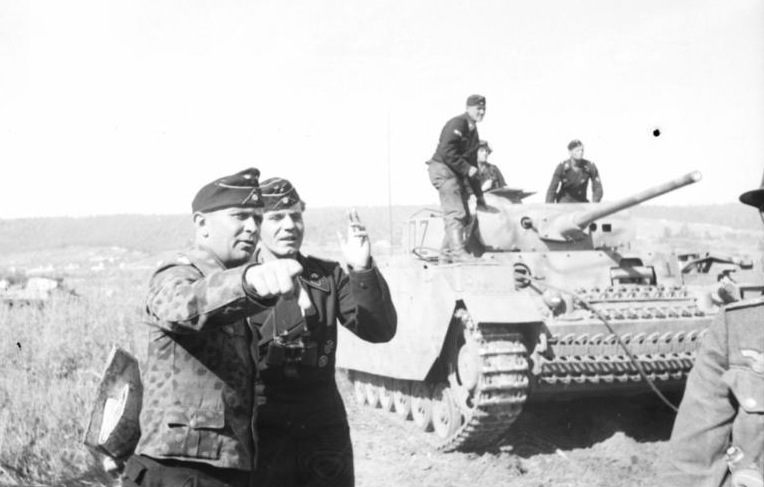
第7機甲師団の主力打撃部隊である第25機甲連隊の長アデルベルト・シュルツ。III号戦車と共に（1943年6月）

クルスクにおけるドイツ軍の攻勢が挫折すると、第7機甲師団は第48装甲軍団に移管された。1943年8月20日、ハッソ・フォン・マントイフェル少将が師団司令官に就任した。一方対峙するソ連のステップ戦線は、1943年8月3日に第1親衛戦車軍と第5親衛戦車軍による大攻勢、すなわちルミャンツェフ作戦を開始した。
ドイツ軍はベルゴロドの西方に張っていた前線を突破され、後退を余儀なくされた。この時第4装甲軍に追従していた第7装甲師団は、ソ連第40軍と対峙したものの押し破られた。その後いったん前線から引き戻された後、グロースドイッチュラント師団と共に攻撃隊を形成した。ここからソ連軍の側面を突きつつハリコフ地方に来た救援部隊と合流し、進撃してくるソ連軍を返り討ちにする計画だった。グロースドイッチュラント師団を先頭に、第7機甲師団も残存23台の戦車をもって左翼に展開し反攻に出た。攻撃隊は日暮れまでにソ連軍を側面から24キロメートルも貫き、一時的にソ連軍の先鋒を孤立させることに成功した。しかし次第に、ドイツ軍の反攻を受け止めていたソ連軍に救援部隊が到着し、ドイツ軍は勢いを失った。結局ドイツの軍集団は、ドニエプル川の線まで撤退した。
8月に入ると、第7機甲師団の人的損失は7月を上回るほどに甚大なものとなっていった。戦闘可能な指揮官はみな前線に出なければならなくなり、交代可能な予備大隊戦力は消え去ってしまった。また歩兵用の重火器や車両の喪失も多く、第7師団の戦力低下は甚だしかった。残存していた戦車は、1個中隊に統合された。疲弊著しい師団はクレメンチュークでドニエプル川を渡り、川の後方の防衛ラインまで撤退した。
その後第7機甲師団は、キエフでの防衛戦やジトーミルでの反撃に参加した。この戦役の中で、師団は2度にわたり傑出した戦果を挙げたことが記録されている。この後も、第7機甲師団はウクライナを西へ進む長い撤退行の中で、何度も大規模な防衛戦を戦った。

### クールラント・ポケット
1944年7月、ソ連のバルト海攻勢に対応するため、第7機甲師団はバルト諸国および中央軍集団北方作戦地域へ移動し、リトアニアでの防衛戦に参加した。夏の後半、ソ連の第1バルト戦線はバルト海へ到達するべくドイツ第3装甲軍へ攻勢をかけた。9月21日、第7装甲師団は100キロメートル以上北方のメーメル東方の領域へ移動させられ、ここで激しい戦闘を繰り広げた。その後、ドイツ軍はソ連軍のメーメル攻勢を前にして後退を余儀なくされ、沿岸都市であるメーメルの周囲に防衛戦を引いた。第7装甲師団はこのメーメルのドイツ軍橋頭保にいるうちに敵中に孤立したが、別の1個歩兵師団によって救出され、後に残る防衛隊の元に重火器などを残して海路メーメルを脱出した。1944年11月、第7装甲師団の生き残りは東プロイセンのアリェス訓練地域に集められ、中央軍集団の第2軍の予備兵力として部分的に再編成された。

### ドイツ
1945年1月、ソ連の第2白ロシア戦線が大規模な東ポメラニア攻勢を始動し、守りを固めていたドイツ第2軍を破って北方や西方へ追いやった。第2軍がポーランド北部をエルブロンクを通りグルジョンツ東方へ退却していくにあたり、第7装甲師団の戦闘団は敵の追撃に晒される後衛を務めた。第7装甲師団はヴィスワ川を渡った後、ホイニチェおよびその周辺で防衛戦を展開した。しかし2月中旬には、ポメラニア北部まで押し戻された。3月、第7装甲師団はグディニャやダンツィヒ北方・西方で遅滞作戦にあたった。4月19日、残存兵はヘル半島からまたも海路で脱出した。ヘル半島から帰ってこれた兵は、ごく僅かだった。残存兵はバルト海のウーゼドム島に集められ、西ポメラニアから西へと退却した。そして最終的には、5月にベルリンの北西に位置するシュヴェリーンでイギリス陸軍に投降した。

## 戦争犯罪関与の嫌疑
ドイツの歴史家ラファエル・シェックは「ロンメル自身を罪に問うような証拠はないが、彼の部隊（第7装甲師団）は1940年6月に、まさにドイツによる黒人フランス兵捕虜虐殺が頻繁に起きていた地域で戦っていた。」と指摘している。
フランスでの戦役において、第7装甲師団が第5装甲師団と共にフランス兵に対する数々の残虐行為を犯したとする説もある。例えばル・ケノワやエレーヌ付近で、降伏したフランス将校・兵士50人を殺害した疑いがもたれている。戦後には、ロンメル麾下のドイツ兵によって処刑されたというフランス軍将校Charles N'Tchoréréの記念碑が建てられている。またラファエル・シェックは、アンジュスト＝スル＝ソンムで起きた捕虜処刑事件（数名の「ティライユール」と少尉1名が、黒い服を着たドイツ軍に射殺されたというもの）も第7装甲師団に責任があるかもしれないとしている一方で、エレーヌ周辺で起きた虐殺にかかわるにはあまりにも距離が離れていると指摘している。フランスの歴史家ドミニク・ロリマーは、第7装甲師団によってエレーヌで109人が犠牲になっており、そのほとんどはセネガルから来たフランス軍アフリカ兵だったと主張している。アメリカの歴史家ダニエル・バトラーは、第7装甲師団にカール・ハンケのようなナチの高官がいたことから師団がル・ケノワの虐殺を引き起こした可能性はあるとしつつも、他のドイツ軍組織と比べ、第7装甲師団の構成員が残虐行為を働いたと示すような史料が少ないという点も指摘している。またバトラーは、いずれの虐殺事件においても、ロンメルがそのような行動を認めたり支持したりしたと「考えるのはほとんど不可能」であると主張している。アメリカの軍事史家デニス・ショーウォルターは、ル・ケノワでは虐殺は起きなかったと主張している。クラウス・テルプは、エレーヌは第7装甲師団の管轄地域ではなかったと指摘している。ただ、アンジュストやマルタンヴィルでは、第7装甲師団の構成員が捕虜を銃殺したり、捕虜のイギリス軍人ブルームホール(Broomhall)大佐を人間の盾として使った可能性があるとしている。その上でテルプは、どちらの事件にもロンメルは承認を与えておらず、関知すらしていなかっただろうとしている。

## 司令官一覧

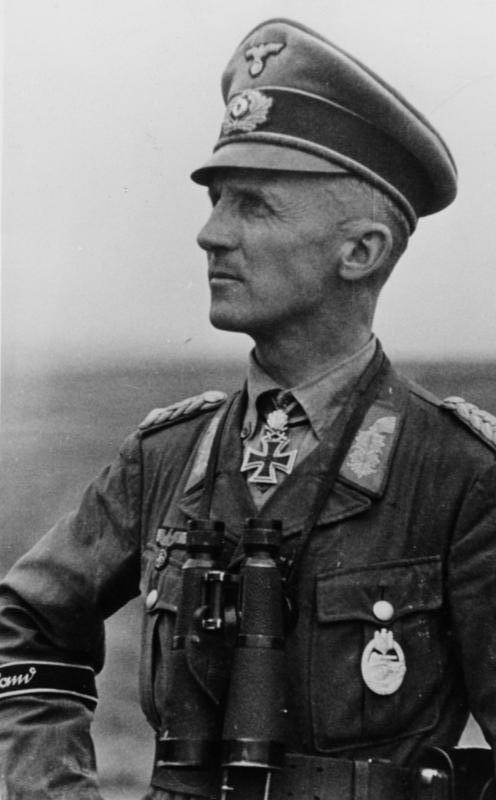
ハッソ・フォン・マントイフェル（1943年に第7装甲師団を指揮）

- ゲオルク・シュトゥンメ (少将、1939年10月18日 – 1940年2月5日)
- エルヴィン・ロンメル (少将、1940年2月5日 – 1941年2月14日)
- ハンス・フォン・フンク（英語版） (少将、1941年2月15日 – 1943年8月17日)
- ヴォルフガンク・グレーゼマー（ドイツ語版） (大佐、1943年8月17日 – 1943年8月20日)
- ハッソ・フォン・マントイフェル (少将、1943年8月20日 – 1944年1月1日)
- アデルベルト・シュルツ (少将、1944年1月1日 – 1944年1月28日)、戦死
- ヴォルフガンク・グレーゼマー (大佐、1944年1月28日 – 1944年1月30日)
- カール・マウス (少将、1944年1月30日 – 1944年5月2日)
- ヘルハルト・シュミートフーバー (少将、1944年5月2日 – 1944年9月9日)
- カール・マウス (少将、1944年9月9日 – 1944年10月31日)
- ヘルムート・メーダー（英語版） (少将、1944年10月31日 – 1944年11月30日)
- カール・マウス (少将、1944年11月30日 – 1945年1月5日)
- マックス・レンケ（英語版） (少将、1945年1月5日 – 1945年1月23日)
- カール・マウス (少将、1945年1月23日 – 1945年3月25日)
- ハンス・クリシュテルン（英語版） (大佐、1945年3月26日 – 1945年5月8日)

## 組織・戦闘序列

### 1940年5月
フランス侵攻準備段階（1940年5月10日）におけるドイツ陸軍第7装甲師団の組織は、以下のとおりである。
- 第25装甲連隊 (カール・ローテンブルク（英語版）大佐) / ドイツ語: Panzerregiment 25 (PzRgt 25)
  - 第1装甲大隊 (シュミット) / I. Panzerabteilung (I. PzAbgt)
  - 第2装甲大隊 (イルゲン) / II. PzAbgt
  - 第3（第66）装甲大隊 (ルドルフ・ジーケニウス（英語版）少佐) / III. PzAbt (PzAbt 66)
- 第7狙撃兵旅団 (フュルスト大佐) / 7. Schützenbrigade (7. SchtzBrig)
  - 第6狙撃兵連隊 (エーリッヒ・フォン・ウンガー大佐) / Schützenregiment 6 (SchtzRgt 6)
  - 第7狙撃兵連隊 (ゲオルク・フォン・ビスマルク（英語版）大佐) / SchtzRgt 7
  - 第705重歩兵砲中隊、15 cm砲 / schwere Infanterie-Geschütz-Kompanie (s InfGeschKomp 705)
- 第78砲兵連隊、10.5 cm砲 (フレーリヒ大佐) / Artillerieregiment 78 (ArtRgt 78)
  - 第1大隊 (ケスラー) / I. Abteilung (I. Abgt)
  - 第2大隊 (クレーゼマン) / II. Abgt
  - （第3大隊 (フォン・クロンハイム) / III. Abgt）1940年6月6日以降
- 第7オートバイ大隊 (フリードリヒ＝カール・フォン・シュタインケーラー（英語版）大佐) / Kraftradschützenbataillon 7 (KradSchtzBat 7)
- 第37装甲偵察大隊 (エルドマン大佐、5月28日戦死) / Panzeraufklärungsabteilung 37 (PzAufklAbt 37)
- 第42対戦車大隊 (ヨハン・ミックル（英語版）中佐) / Panzerjägerabteilung 42 (PzJgAbt 42)
- 第58戦闘工兵大隊（自動車化） (ビンカウ少佐、5月13日戦死) / Pionierbataillon 58 (PiBtl 58)
- 第58補給大隊 (指揮官未定) / Nachschubbataillon 58
- 第83通信大隊 (ミューラー) / Nachrichtenabteilung 83 (NachrichtenAbt 83)
- 第59軽高射砲大隊 (シュラーダー少佐) / leichte Flakabteilung 59 (le FlakAbt 59)

付属支援部隊
- 第86高射砲大隊 / FlakAbt 86
- 第23高射砲大隊第1砲兵中隊 / 1. Batterie, FlakAbt 23
- 第11偵察飛行隊第1飛行中隊 / 1. Staffel, Aufklärungsgruppe (Heer) 11

装備
この時点における師団の大砲装備は、105mm軽野戦榴弾砲24門である。対戦車大隊や歩兵対戦車小隊は37mm PAK 36を装備していた。歩兵はトラックかオートバイで移動した。第25装甲連隊と第66装甲大隊は、ポーランド侵攻時点ではI号戦車とII号戦車のみが配備されていた。両隊が第7装甲師団に編成されることになった時、軽戦車中隊はチェコスロヴァキア製の38(t)戦車、中戦車中隊はIV号戦車が主戦力とされた。ただ1940年5月のフランス侵攻時点では戦車装備の整理が終わっておらず、225両の多様な戦車（I号戦車34両、II号戦車68両、38(t)戦車91両、IV号戦車24両、指揮官用改修車両8両）が作戦に参加した。

### 1941年7月

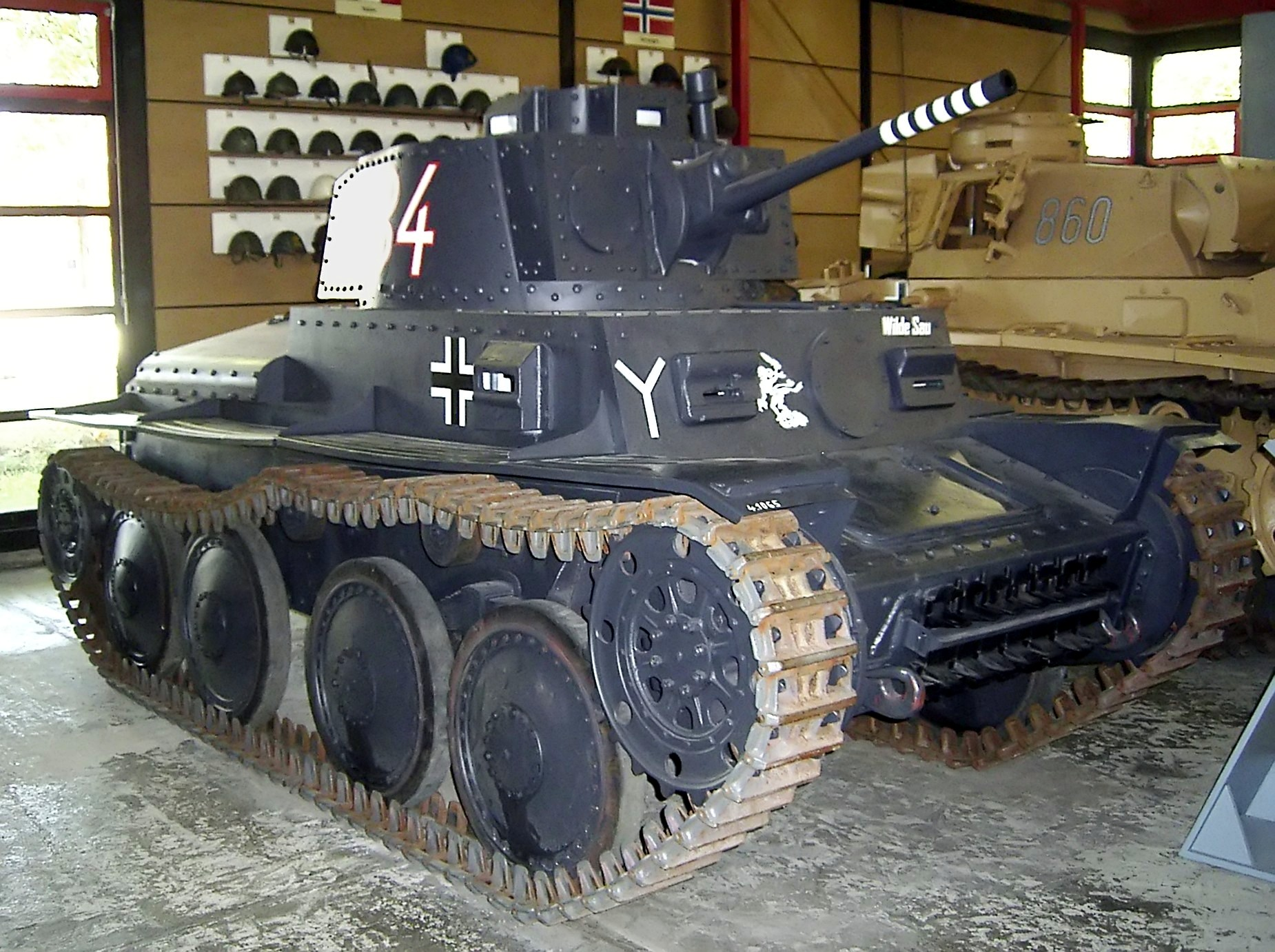
38(t)戦車（LT-38）。1940年から1941年にかけて、第7装甲師団内の装甲連隊の主力を担った。

- 第25装甲連隊 (第I, II, III大隊)
- 第7歩兵旅団
  - 第6自動車化狙撃兵連隊 (第I, II大隊)
  - 第7自動車化狙撃兵連隊 (第I, II大隊)
  - 第7オートバイ大隊
- 第37偵察大隊
- 第78自動車化砲兵連隊 (第I, II, III大隊)
- 第58自動車化戦闘工兵大隊
- 第42対戦車大隊
- 第58野戦補充大隊
- 師団支援諸隊

第25装甲連隊は、1941年までに第66装甲大隊（旧第2軽師団の戦車部隊）を吸収して麾下の第III装甲大隊としていた。バルバロッサ作戦直前の時点で、第7装甲師団全体の戦車戦力は265両（II号戦車53両、38(t)戦車167両、IV号戦車30両、フランスのシャールB戦車15両）に増加していた。また第78砲兵連隊には、150 mm重榴弾砲中隊と100 mm砲中隊を擁する第III重砲大隊が加えられた。
それぞれの装甲大隊は一般的な3個中隊ではなく4個中隊で構成されており、そのうちの第III中隊が対戦車大隊に加えられた。また3個中隊を擁する1個野戦補充大隊も新たに加わった。バルバロッサ作戦開始時点で、士官400人、兵員14,000人が在籍していた。

### 1943年6月
1942年5月、第7装甲師団はソビエト連邦戦線から外され、フランスで再編された。装甲連隊は、ドイツ戦車を装備する2個装甲大隊から構成されるようになった。歩兵連隊は装甲擲弾兵連隊と改称され、装甲半装軌車を擁する2個装甲擲弾兵連隊が編成された。偵察大隊はオートバイ大隊を吸収し、1個装甲車中隊、1個半装軌車中隊、2個オートバイ中隊、1個重中隊から構成されるようになった。
1942年12月にロシアから帰還した時点での戦車戦力は、計155両（II号戦車21両、III号戦車（5 cm KwK 39）91両、III号戦車（7.5 cm KwK 37）2両、IV号戦車（7.5 cm KwK 37）、IV号戦車（7.5 cm KwK 40）14両、指揮戦車9両）となっていた。

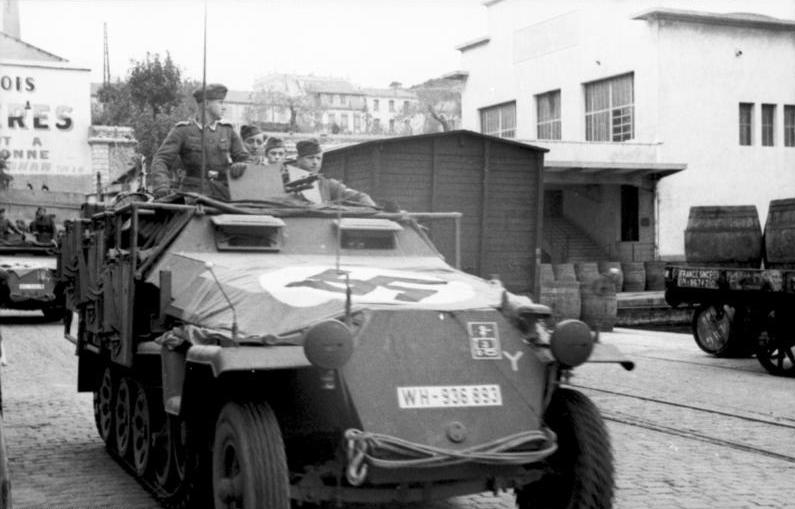
第7装甲師団のSd.Kfz. 251。1942年11月、南フランス

- 第25装甲大隊
- 第6装甲擲弾兵連隊
- 第7装甲擲弾兵連隊
- 第7偵察大隊
- 第78自動車化砲兵連隊
- 第58装甲戦闘工兵大隊
- 第42対戦車大隊
- 第296対空大隊（陸軍部隊に付属）
- 第58野戦補充大隊
- 師団支援諸隊